# Askold (ostrov)
Ostrov Askold (rusky Аскольд) se rozkládá v Japonském moři v zálivu Petra Velikého. Jméno nese po varjažském knížeti Askoldovi. Leží 50 km jihovýchodně od Vladivostoku a 40 km západně od Nachodky. Je cílem ekologické turistiky, významný je přirozeným výskytem jelena siky. Vyhledávanými turistickými cíli jsou starý maják a opuštěná dělostřelecká baterie č. 26. Z historie je ostrov znám jako místo krvavých střetů mezi Manzy a oddíly ruských vojáků, které sem byly poslány v roce 1868.